# Mailhac-sur-Benaize
Mailhac-sur-Benaize é uma comuna francesa na região administrativa da Nova Aquitânia, no departamento de Alto Vienne. Estende-se por uma área de 21,2 km². Em 2010 a comuna tinha 273 habitantes (densidade: 12,9 hab./km²).